# Луис де Гонгора
Луис де Гонгора и Арготе (шп. Luis de Góngora y Argote; Кордоба, 11. јул 1561 — Кордоба, 23. мај 1627) је био шпански песник и драматург Златног века, свештеник, најзначајнији представник херметичког правца у шпанском песништву 17. века, познатог као култизам или гонгоризам (погдно називан од стране својих противника култеранизам), који је био у директној супротности са концептизмом, правцем чији је најупечатљивији представник био огорчени Гонгорин непријатељ, Франсиско де Кеведо.

## Биографија
Гонгора је рођен у племићкој породици у Кордоби, где је његов отац Франциско де Арготе био коректор, односно судија. У шпанској ери када је била потребна чистоћа хришћанске лозе (лимпиеза де сангре) да би се добио приступ образовању или службеним именовањима, усвојио је презиме своје мајке, Леонор де Гонгора. Његов ујак, дон Франциско, пребендар катедрале у Кордоби, одрекао се свог положаја у корист свог нећака, који је 1586. године примио ђаконова наређења.
Као канон повезан са овом катедралом, Луис де Гонгора је путовао са различитим наруџбинама у Навару, Андалузију и Кастиљу. Међу градовима које је посетио били су Мадрид, Саламанка, Гранада, Хаен и Толедо. Око 1605. године заређен је за свештеника, а потом је живео у Ваљадолиду и Мадриду.
Док је његов круг обожавалаца растао, покровитељи су негодовали дивљењу. На крају, 1617. године, под утицајем војводе од Лерме, постављен је за почасног капелана шпанског краља Филипа Трећег, али није дуго остао на тој позицији.
Имао је дугу свађу са Франциском де Кеведом, који му је био једнак у таленту и духовитости. Оба песника саставила су мноштво горких, сатиричних дела где нападају један другог, док је Кеведо критиковао Гонгорину склоност ласкању, великом носу и страсти за коцкање. Кеведо је чак оптужио свог непријатеља за содомију, која је била главни злочин у Шпанији у 17. веку. У свом „Contra el mismo (Gongora)“, Кеведо пише о Гонгори: No altar, garito sí; poco cristiano, / mucho tahúr, no clérigo, sí arpía. Гонгорин нос, тема Кеведовог „A una nariz“, започиње стиховима: Érase un hombre a una nariz pegado, / érase una nariz superlativa, / érase una nariz sayón y escriba, / érase un peje espada muy barbado.
Ова гневна завада гадно се завршила за Гонгору када је Кеведо купио кућу у којој је живео са једином сврхом да га избаци из ње. 1626. године тешка болест, која је песнику озбиљно нарушила памћење, натерала га је да се врати у Кордобу, где је следеће године умро. До тада је био сломљен од покушаја да добије посао и освоји парнице за сву своју родбину.
Издање његових песама објавио је скоро одмах након његове смрти Хуан Лопез де Викуна; често штампано издање Хозеса појавило се тек 1633. Збирка се састоји од бројних сонета, ода, балада, песама за гитару и неких већих песама, као што су Soledades и Fábula de Polifemo y Galatea (1612), два знаменита дела високо префињеног стила названа „култеранисмо“ или „гонгорисмо“. Мигел де Сервантес је у свом Viaje del Parnaso каталогизирао добре и лоше песнике свог времена. Гонгору је сматрао једним од добрих.
Веласкез је насликао његов портрет. Бројни документи, тужбе и сатире његовог ривала Кеведа дају слику човека веселог, дружељубивог и причљивог, који је волео картање и борбе с биковима. Његов бискуп га је оптужио да ретко похађа хор и да се моли мање од усрдне када је ишао. Гонгорина страст према картању на крају је допринела његовој пропасти. Честе алузије и метафоре повезане са играњем карата у Гонгориној поезији откривају да су карте чиниле део његовог свакодневног живота. Често су му замерали за активности испод достојанства црквењака.

## Стил
Култеранисмо је постојао у потпуној супротности са концептисмо, још једним покретом барокног периода који се одликује духовитим стилом, играма речи, једноставним речником и преношењем више значења у што мање речи. Најпознатији представник шпанског концептуализма, Франциско де Кеведо, имао је сталну свађу са Луисом де Гонгором у којој је сваки пут критиковао његово писање и лични живот.
Гонгора је имао склоности ка високим латинским и грчким неологизмима, што су се његови противници исмевали. Кеведо се ругао свом ривала тако што је написао сонет "Aguja de navegar cultos", у коме су наведене речи из Гонгориног лексикона: „Волео би да буде култни песник за само један дан, / мора да научи следећи жаргон: / Fulgores, arrogar, joven, presiente / candor, construye, métrica, armonía..." Кеведо се заправо исмевао Гонгорином стилу у неколико сонета, укључујући „sulquivagante “ Овај анти-гонгористички сонет исмева неразумљивост култеранисма и његових широка употреба цветних неологизама. Такође је први написао песме опонашајући говор црнаца.Гонгора је такође имао склоности ка привидним прекидима синтаксичког тока, јер је преврнуо ограничења синтаксе, чинећи хипербатон (премештање речи из њиховог природног реда) најистакнутијим обележјем своје поезије.
Гонгорин допринос шпанском језику не треба потцењивати, јер је покупио оно што је у његово време било нејасно или мало коришћено и употребљавао их у својој поезији изнова и изнова, оживљавајући их или популаризујући. Многе од ових речи су данас прилично честе, као што су: adolescente, asunto, brillante, construir, eclipse, emular, erigir, fragmento, frustrar, joven, meta, and porción.

## Радови
Гонгорине песме су обично груписане у два блока, што више или мање одговара двема узастопним песничким фазама. Његова Fábula de Polifemo y Galatea (Басна о Полифему и Галатеји) и Soledades ((1613) његове су најпознатије композиције и највише проучаване. Фабула је написана у краљевским октавама, а Soledades су написане у разним станцама и строфама, али углавном у строфама и силвама прошараним рефренима.
Гонгорина Fábula de Polifemo y Galatea (1612) приповеда о митолошкој епизоди описаној у Овидијевим Метаморфозама: љубав Полифема, једног од Киклопа, према нимфи Галатеји, која га одбија. На крају песме, Акид, заљубљен у Галатеју, претворен је у реку.
Гонгорина Fábula de Píramo y Tisbe (1618) сложена је песма која се изругује оговарању и скромним женама. Гонгора је такође написао сонете који се тичу различитих тема љубавне, сатиричне, моралне, филозофске, религиозне, контроверзне, похвалне и погребне природе. Уз уобичајене теме, сонети укључују и аутобиографске елементе, који описују, на пример, све већу оронулост и старост аутора. Поред тога, Гонгора је компоновао једно од својих амбициозних дела, El Panegírico al Duque de Lerma (1617), песму у 79 краљевских октава. Сервантес је, након што је прочитао „El Panegírico al Duque de Lerma “, рекао: „ово је његово дело које највише ценим од оних које сам прочитао."
Такође је написао драме La destrucción de Troya, Las firmezas de Isabela, и недовршеног Doctor Carlino.
Иако Гонгора није објавио своја дела (он је то покушао 1623. године), рукописни примерци су дистрибуирани и састављени у канционеросима (песмарицама) и зборницима објављеним са или без његовог одобрења. 1627. Хуан Лопез Викуна објавио је "Радове шпанског Хомера", који се такође сматра врло поузданим и важним у успостављању Гонгориног корпуса рада. Шпанска инквизиција присвојила је Викунин рад, а касније га је надмашило издање Гонзала де Хозеса 1633. године.

## Гонгора и генерација 27
Генерација '27 добила је своје име 1927. године, која је била тристотна година након Гонгорине смрти; игнорисана у званичним академским круговима, прослављена рециталима, авангардним дешавањима и амбициозним планом да објави ново критичко издање свог дела, као и књиге и чланке о аспектима његовог рада који нису били у потпуности истражени.
Генерација '27 прва је покушала самосвесно оживети барокну књижевност. Дамасо Алонсо је написао да је Гонгорин сложени језик преносио значење у томе што је створио свет чисте лепоте. Алонсо је одагнао идеју да Гонгора има два одвојена стила - „једноставне“ и „тешке“ песме - који су такође хронолошки подељене између његових раних и каснијих година. Тврдио је да су Гонгорине сложеније песме изграђене на стилским уређајима који су створени у Гонгориној раној песничкој каријери. Такође је тврдио да је очигледна једноставност неких Гонгориних раних песама често варљива.
Рафаел Алберти је додао своју Soledad tercera (Paráfrasis incompleta). 1961. године Алберти је изјавио: „Ја сам визуелни песник, као и сви песници из Андалузије, од Гонгоре до Гарсије Лорке.“
Гарсија Лорка одржао је предавање под називом „La imagen poética en don Luís de Góngora“ у Атенеу у Севиљи 1927.